# Хоэнёллен
Хоэнёллен (нем. Hohenöllen) — община в Германии, в земле Рейнланд-Пфальц. 
Входит в состав района Кузель. Подчиняется управлению Лаутереккен.  Население составляет 365 человек (на 31 декабря 2010 года). Занимает площадь 5,17 км².